# Херман Кано
Херман Есек'єль Кано Рекальде (ісп. Germán Ezequiel Cano Recalde; нар. 2 лютого 1988, Посадас, Аргентина) — аргентинський футболіст, нападник клубу «Пачука».
Чемпіон Аргентини.

## Ігрова кар'єра
Вихованець футбольної школи клубу «Ланус». Дорослу футбольну кар'єру розпочав 2007 року в основній команді того ж клубу, в якій провів два сезони, взявши участь у 16 матчах чемпіонату.
Згодом з 2009 по 2012 рік грав у складі команд клубів «Чакаріта Хуніорс», «Ланус», «Колон», «Депортіво Перейра» та «Насьйональ».
Своєю грою за останню команду привернув увагу представників тренерського штабу клубу «Індепендьєнте Медельїн», до складу якого приєднався 2012 року. Відіграв за команду з Медельїна наступні два сезони своєї ігрової кар'єри. Більшість часу, проведеного у складі «Індепендьєнте Медельїн», був основним гравцем атакувальної ланки команди.
2015 року уклав контракт з клубом «Пачука», у складі якого провів наступний рік своєї кар'єри гравця.
Протягом 2016—2017 років на правах оренди захищав кольори команди клубу «Леон».
До складу клубу «Пачука» повернувся 2017 року. Станом на 6 грудня 2017 відіграв за команду з Пачука-де-Сото 25 матчів в національному чемпіонаті.

## Досягнення
- Чемпіон Аргентини:

«Ланус»: Апертура 2007
- Володар Кубка Колумбії:

«Індепендьєнте Медельїн»: 2019
- Переможець Ліги Каріока:

«Флуміненсе»: 2022, 2023
- Переможець Кубка Лібертадорес:

«Флуміненсе»: 2023
- Переможець Рекопи Південної Америки (1):

«Флуміненсе»: 2024
- Найкращий бомбардир Кубка Лібертадорес:

«Флуміненсе»: 2023